# Castelul destinelor încrucișate
Castelul destinelor încrucișate este un roman de Italo Calvino publicat în 1969.
Un grup de călători care, prin diferite concursuri de împrejurări au pierdut darul vorbirii, se întâlnesc într-un castel. Singurul mod de a comunica este reprezentat de un pachet de cărți de tarot. Calvino a construit un roman fascinant, constituit din mai multe povești împletite.